# آی‌ان‌اس ماهیش (ال۱۹)
آی‌ان‌اس ماهیش (ال۱۹) (به انگلیسی: INS Mahish (L19)) یک کشتی است که طول آن 83.9 m می‌باشد. این کشتی در سال ۱۹۸۵ ساخته شد.